# Jürgen Pavels
Jürgen Pavels, též Paulsen, (1568 Trzebiatów – 10. října 1645 Lübeck) byl obchodník, člen městské rady a úředník v Lübecku.

## Život
Podle historických dokumentů provozoval v roce 1603 lübecký sirotčinec. Roku 1612 je uváděn jako člen městské rady a v roce 1615 zastupoval město Lübeck v Kodani. O čtyři roky později jako radní založil spolu se starostou Alexandrem Lüneburgem veřejně přístupnou knihovnu v budově bývalého kláštera svaté Kateřiny. V období 1628–1629 a 1633–1642 zastával funkci městského pokladníka. Roku 1629 také zastával administrativní funkci ve farnosti lübeckého kostela Panny Marie. V roce 1640 ho císař Ferdinand III. povýšil do šlechtického stavu. Od té doby používal jméno Georg Paulsen von Weissenow.
Jeho epitaf byl zničen během bojů o kostel Panny Marie ve druhé světové války.